# Fifty
『Fifty』（フィフティー）は、綾戸智恵のスタジオ・アルバム。2007年10月24日にeast house recordsから発売された。

## 概要
2006年に発表した自主制作盤『まいど』を除くと、2004年のアルバム『Seven』以来3年ぶりとなるスタジオ録音作品。『Life』『to you』に続くピアノ弾き語り作品である。デビュー10年目にして、はじめてピアノ・ソロによるインストゥルメンタル作品「Greensleeves」が収録されている。

## 収録曲
1. If You Love Me (Really Love Me)（愛の讃歌）
作詞：エディット・ピアフ、作曲：M. Monnot
2. Always On My Mind（オールウェイズ・オン・マイ・マインド）
作詞・作曲：J. Christpher, W. Thompson & F. Zambon
3. Feelings（愛のフィーリング）
作詞・作曲：M. Albert & L. Gaste
4. Will You Still Love Me Tomorrow（ウィル・ユー・スティル・ラヴ・ミー・トゥモロウ）
作詞・作曲：キャロル・キング & ジェリー・ゴフィン
5. C'est Si Bon（セ・シ・ボン）
作詞：A. Hornez、作曲：A. Betti
6. Race To The End（炎のランナーのテーマ）
作詞：ジョン・アンダーソン、作曲：E. Papathanassiou
7. If You Go Away（行かないで）
作詞・作曲：ジャック・ブレル、英語詞：Rod Mckuen
8. What Now My Love（そして今は）
作詞：P. Delanoë、作曲：G. Becaud、英語詞：C.Sigman
9. Greensleeves（グリーンスリーヴス）
英国民謡
10. Try To Remember（トライ・トゥ・リメンバー）
作詞：T. Jones、作曲：H. Schmidt
11. Swanee（スワニー）
作詞：I.シーザー、作曲：ジョージ・ガーシュウィン
12. Solitaire（ソリティア）
作詞・作曲：P. Cody & ニール・セダカ
13. To Love Somebody（トゥ・ラヴ・サムバディ）
作詞・作曲：バリー・ギブ & ロビン・ギブ
14. Heartbreak Hotel（ハートブレイク・ホテル）
作詞・作曲：B. Axton, T. Durden & エルヴィス・プレスリー
15. The Green Leaves Of Summer（遙かなるアラモ）
作詞・作曲：P. F. Webster & D. Tiomkin
16. Come In From The Rain（カム・イン・フロム・ザ・レイン）
作詞・作曲：メリサ・マンチェスター & C. B. Sager
17. Going Home（家路）
作詞：W. A. Fisher、作曲：アントニン・ドヴォルザーク

## 参加ミュージシャン
- 宮野弘紀　ギター（M-7）
- 西嶋徹　ベース（M-14）